# Ruée vers l'or de Pikes Peak

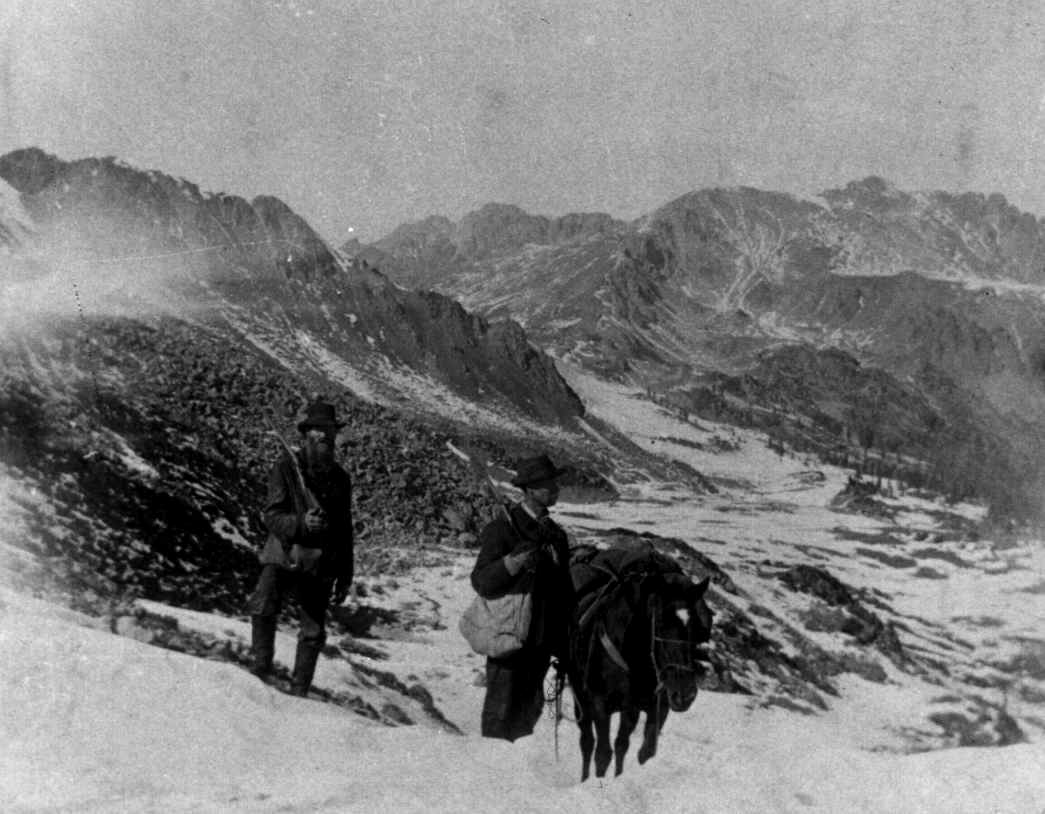
Prospecteurs dans la région du pic Pikes vers 1858.

La ruée vers l'or de Pikes Peak (par la suite ruée vers l'or du Colorado) qui s'étend dans les mines de Pikes Peak de l'ouest de l'État du Kansas au sud-ouest du Nebraska aux États-Unis, a débuté en juillet 1858 et a duré jusqu'à la création du territoire du Colorado le 28 février 1861. On estime que 100 000 chercheurs d'or ont pris part à l'une des plus grandes ruée vers l'or d'Amérique du Nord de l'histoire. Les participants à la ruée vers l'or étaient appelés les Fifty-Niner (les « cinquante-neufards »), d'après l'année 1859 qui fut la pire année de cette ruée.

## Généralités

Un prospecteur à Pikes Peak vers 1900.

La ruée vers l'or de Pikes Peak, qui suivit la ruée vers l'or en Californie d'environ 10 ans, fut à l'origine d'un énorme afflux d'immigrants dans cette région du sud-est des montagnes Rocheuses. Un slogan exprimait cette ruée Pike's Peak or Bust! (« Le pic Pike ou Fais faillite ! »), en référence à la montagne Pikes Peak (pic Pikes) et à ses richesses qui attirèrent de nombreux prospecteurs vers l'ouest.
Cet afflux provoqua la première grande concentration de populations américano-européenne dans la région. La ruée fit apparaître des campements pour les abriter, au niveau de ce qui est aujourd'hui les villes de Denver et de Boulder. D'autres camps, comme celui d'Auraria furent ensuite absorbés par des villes. D'autres campements sont devenus des sortes de villes fantômes mais certains d'entre eux ont toutefois survécu au travers des années.

## Découverte
Depuis des millénaires, les Amérindiens avaient observé la richesse des minéraux dans les Rocheuses. Un peu plus au sud, le peuple des Chacos exploitait ainsi la turquoise au niveau de Los Cerrillos au Nouveau-Mexique et commerçait avec les grandes civilisations du sud qui sont aujourd'hui les régions mexicaines du Yucatán et du Guatemala. Les amérindiens considéraient que l'or, l'argent et les autres métaux avaient moins de valeur. L'exploitation minière de ceux-ci ne commença qu'à l'arrivée des colons anglais au Nord du Mexique, par exemple dans une mine de fer en 1619
En 1849 et 1850, en pleine ruée vers l'or en Californie, des Indiens Cherokee qui avaient travaillé dans les mines d'or de Géorgie décidèrent de tenter leur chance. Ils gagnèrent le Mississippi, puis remontèrent l'Arkansas jusqu'aux Rocheuses. Aux environs de Pueblo, ils bifurquèrent vers le nord pour rejoindre la piste principale dans la rivière South Platte au pied des Rocheuses. Un soir qu'ils campaient au bord d'un ruisseau, il trouvèrent quelques grains jaunes, dans le Ralston Creek. Mais il y en avait trop peu, et ils reprirent rapidement leur route vers la Californie.
Ces découvertes ne furent rapportées que plusieurs années plus tard. Lorsque la fièvre de l'or prit un coup de froid en Californie et que de nombreux chercheurs n'avaient pas trouvé les richesses imaginées, ceux-ci s'en retournèrent chez eux. Néanmoins, des rumeurs de présence d'or dans les Rocheuses subsistèrent et certains de ces chercheurs tentèrent à nouveau leur chance. Ainsi, à l'été 1857, des chercheurs d'or hispanophones du Nouveau-Mexique se mirent à prospecter le long de la rivière South Platte à environ 8 km en amont par rapport à sa jonction avec son affluent nommé Cherry Creek, là où se situe aujourd'hui la ville de Denver.
William Greeneberry "Green" Russell était originaire de l'État de Géorgie et avait travaillé dans des exploitations aurifères en Californie. Marié à une femme de la tribu Cherokee, il entendit par son intermédiaire une rumeur de découverte d'or, qui aurait été effectuée le long de cette rivière en 1849. Il décida de monter une expédition. Les États-Unis sortaient d'une crise économique : il ne lui fallut pas longtemps pour trouver quelque soixante-dix associés, comprenant ses deux frères et six compagnons. Ils se mirent en marche au mois de février 1858. Certains n'avaient pu s'empêcher de bavarder en chemin : ils furent plus d'une centaine en arrivant à pied d'œuvre au début de juin.
L'expédition atteignit la rivière au niveau de l'embouchure de la Cherry Creek le 23 mai. Le site se nomme aujourd'hui Confluence Park à Denver. Mais au bout d'un mois, pas une once d'or n'avait été découverte! Huit hommes sur dix s'en retournèrent. Il n'en resta qu'une douzaine. Leur ténacité paya : début juillet 1858 après plusieurs échecs, Green Russell et Sam Bates découvrirent environ 622 grammes d'or au niveau du Little Dry Creek. Ce site est aujourd'hui la banlieue de Denver nommée Englewood au nord de la jonction entre les routes U.S. Highway 285 et U.S. Highway 85. Un gisement riche mais de petite taille. Des trappeurs qui rentraient dans l'Est campèrent avec les prospecteurs et emportèrent quelques paillettes : la nouvelle, largement enflée par les journaux, se répandit dans le pays comme le feu dans une trainée de poudre.

## Ruée vers l'or
La rumeur de la découverte se déplaça alors assez vite vers l'est du continent et la ruée de l'or ne mit pas très longtemps pour naître. Durant l'hiver 1859, un grand nombre de prospecteurs étaient déjà arrivés au niveau des collines surplombant les Cherry Creek, Clear Creek et South Platte, et fondèrent Montana City sur le site de l'actuel Grant-Frontier Park de Denver et d'autres  localités. La neige les empêchait de se déplacer plus à l'est dans les montagnes d'où l'or pouvait provenir via les rivières. La liste des villes fantômes du Colorado compte aujourd'hui 250 noms de villes fantômes.
Les plaines des comtés d'Adams, Arapahoe, Denver et Elbert eurent toutes leur part d'or alluvionnaire.

### Grosses découvertes et filons dans les montagnes
Le 5 janvier 1859, le prospecteur George A. Jackson découvrit de l'or où se trouve aujourd'hui Idaho Springs à l'endroit où le ruisseau Chicago Creek se déverse dans la Clear Creek. Sa découverte resta secrète quelque temps mais ses dépenses en or mirent la puce à l'oreille à d'autres chercheurs d'or qui le suivirent bien rapidement. Le campement fut d'abord surnommé Spanish Bar avant d'être renommé Idaho Springs à cause des sources d'eau chaudes proches.
Au printemps 1859, John H. Gregory, un autre mineur expérimenté originaire de Géorgie, qui avait participé à la Ruée vers l'or de 1828 en Géorgie puis à la ruée vers l'or de Californie, découvrit le premier filon aurifère du Colorado, le « Gregory Lode », de Gregory Gulch, entre Black Hawk et Central City. Auparavant, il était propriétaire d'une plantation d'un millier d'acres sur l'Etowah River, dans le Cherokee County. Il raconte son histoire dans le journal qui vient d'être créé sur place, le Rocky Mountain News.
D'autres découvertes du genre suivirent rapidement dans la région.
D'autres découvertes se multiplièrent, dont celles de Bates et Gunnell, dans ce qui était encore appelé le Kansas, et Burroughs.
Le traité de Fort Wise, signé en 1861, au moment de la création du territoire du Colorado par le général William Larimer, Jr., un spéculateur du Kansas qui s'était fait connaitre dans la milice Pennsylvanie, a permis aux prospecteurs de récupérer la plus grande partie des territoires indiens définis lors du traité de Fort Laramie (1851).
Dans la région de la Smoky Hill River du Kansas, par laquelle passait une nouvelle piste vers les terrains aurifères, des accrochages eurent cependant lieu avec les indiens refusant ce traité de Fort Wise, qui divisait leur territoire par treize, aboutissant au massacre de Sand Creek en 1864.
Parmi les villes minières fondées alors, Nevadaville et Russell Gulch. Le territoire du Colorado fut fondé en 1861. La population dans la région connut en même temps une forte croissance et de nombreuses activités autour des mines apparurent dans le sillon des mineurs, dont la première usine à traitement du minerai construite par 
Nathaniel P. Hill à Blackhawk en 1868 au moment où l'activité minière commençait à décliner, à partir du milieu des années 1860, l'or alluvionnaire ou découvert dans des veines faciles à traiter s'épuisant. En huit ans, trente tonnes d'or pur avaient été extraites et dans les années suivantes, 163 tonnes de plus seront extraites par des méthodes industrielles.

### Or facile
Les mineurs avaient épuisé les filons accessibles. Les moyens d'extraction de l'époque ne permettaient pas d'atteindre l'or plus difficile à extraire dans des minerais de fer. Ce problème technique fut ensuite résolu et l'extraction de l'or devint une industrie importante dans la région de Denver.

### Nouvelle ruée vers l'or du Colorado dans les années 1890
La région a bénéficié trente ans plus tard de la découverte d'or par Robert Womack sur le site de la future ville de Cripple Creek en 1891, à 3 000 m d'altitude, en plein milieu des montagnes Rocheuses. Peu de gens ont d'abord cru Womack, 30 ans après la ruée vers l'or de Pikes Peak, mais il parvient à trouver un acquéreur de son terrain pour une somme élevée à l'époque, 500 dollars. Peu après, le 4 juillet 1891, Winfield Scott Stratton découvre le gisement d'Independence Lode, près de  Victor (Colorado).
Le gisement fera de grandes fortunes à la Bourse de Denver, marché régional d'actions des compagnies minières recherchant de l'or et de l'argent dans l'Etat du Colorado.
Fondée en 1892, la ville de Victor (Colorado) est alors connue sous le nom de City of Mines (« cité des mines »). Elle doit son nom actuel à la Victor Mine, une mine qui est probablement nommée en l'honneur du pionnier Victor Adams.